# Hydrosaurus weberi
Espèce
Hydrosaurus weberi est une espèce de sauriens de la famille des Agamidae.

## Répartition
Cette espèce est endémique des Moluques en Indonésie. Elle se rencontre à Halmahera et à Ternate.

## Étymologie
Hydrosaurus weberi est une espèce nommée en l'honneur de Max Carl Wilhelm Weber.

## Habitat
Hydrosaurus weberi vit dans les forêts tropicales près des rivières et points d'eau.

## Taille, Poids
Cette espèce mesure environ 1 m de long pour 2,5 kg.

## Alimentation
Hydrosaurus weberi se nourrit de feuilles, fleurs, fruits et insectes.

## Reproduction
2 à 8 œufs incubé en 2 mois.

## Comportement
Hydrosaurus weberi est une espèce farouche que se réfugie dans l'eau au moindre danger, et peut y rester près de 15 minutes. Un voile de peau à la base de la queue se déploie comme une crête, ce qui facilite la nage, a un rôle thermorégulateur et est utilisé dans les parades.

## Statut Vulnérable
Comme Hydrosaurus pustulatus et sans doute pour des raisons similaires, Hydrosaurus weberi est recherché pour sa viande ou comme animal de compagnie, victime de la déforestation et de la pollution de l'eau, il est vulnérable.

## Galerie

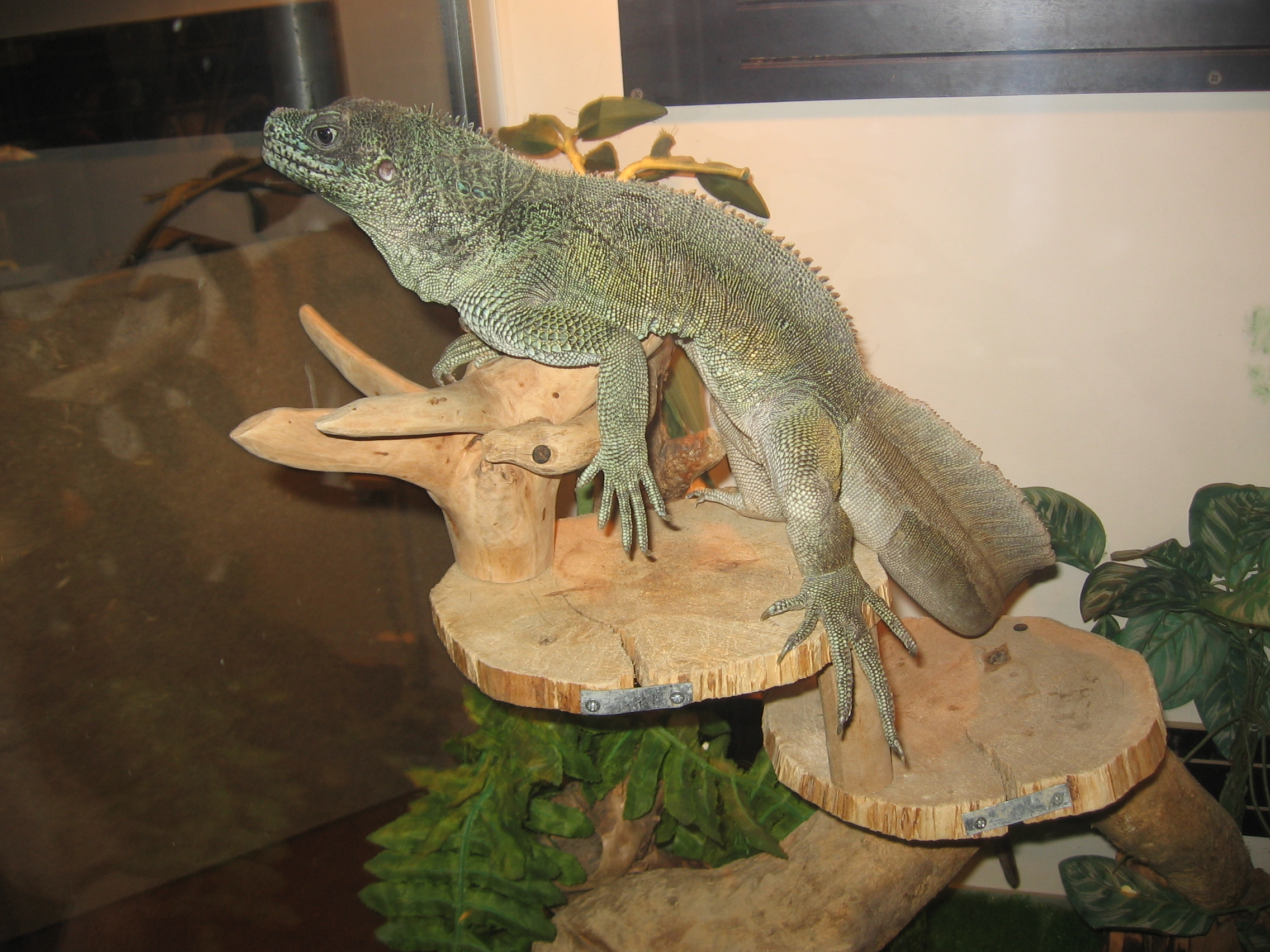
Hydrosaurus weberi
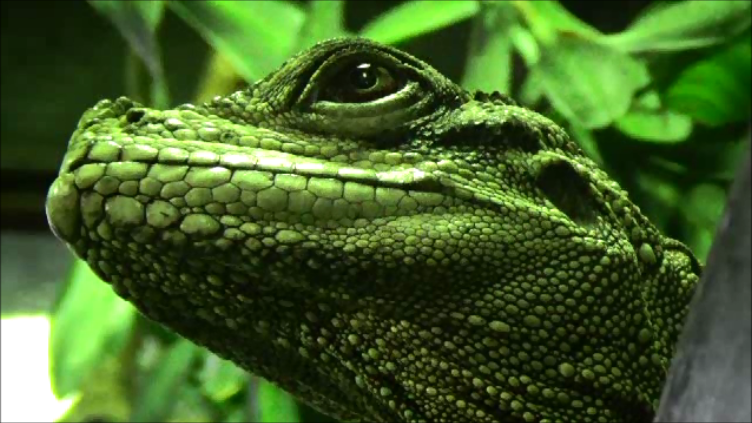
Hydrosaurus weberi - Ménagerie du jardin des plantes - Paris/France
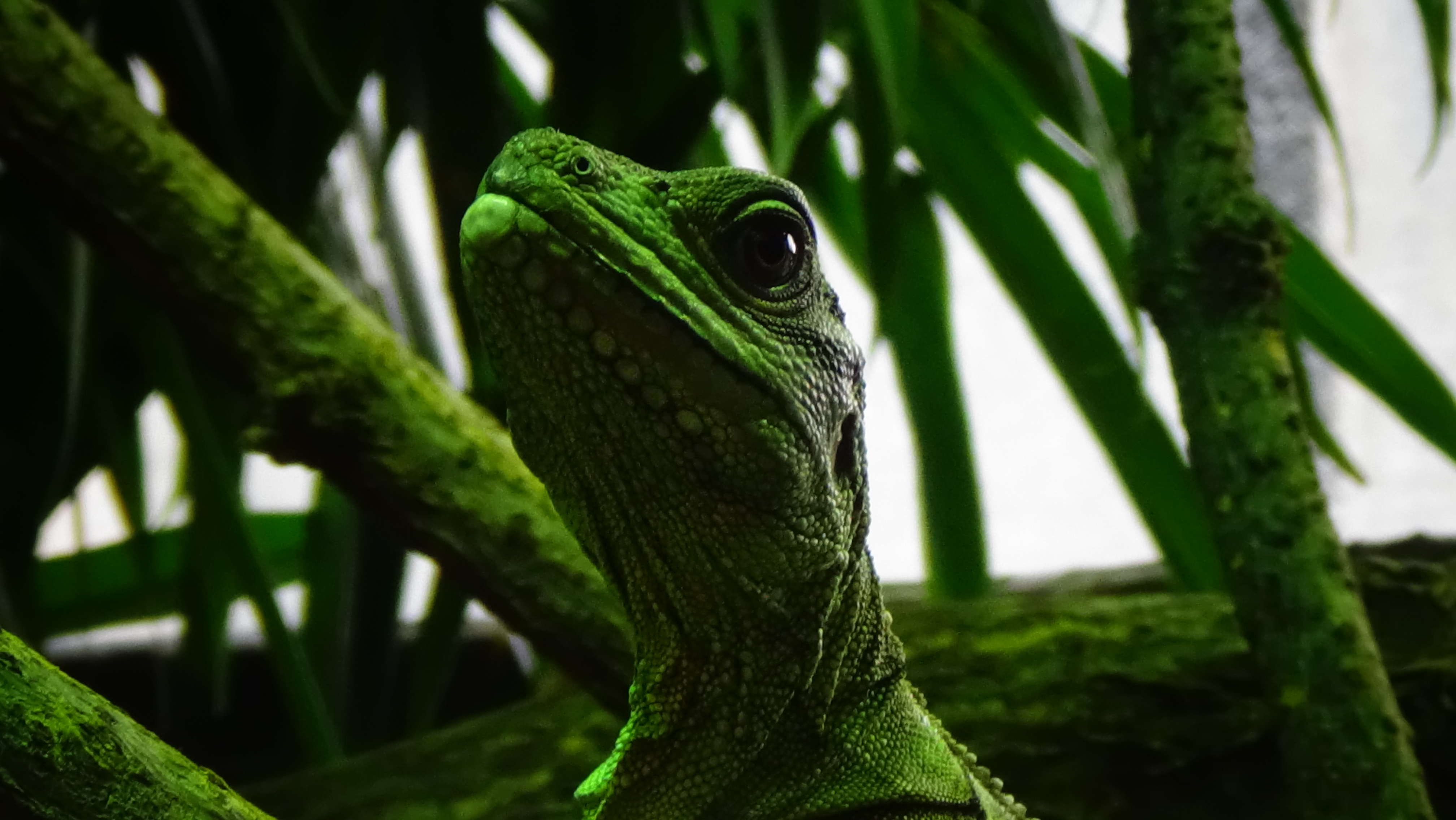
Hydrosaurus weberi - Ménagerie du jardin des plantes - Paris/France
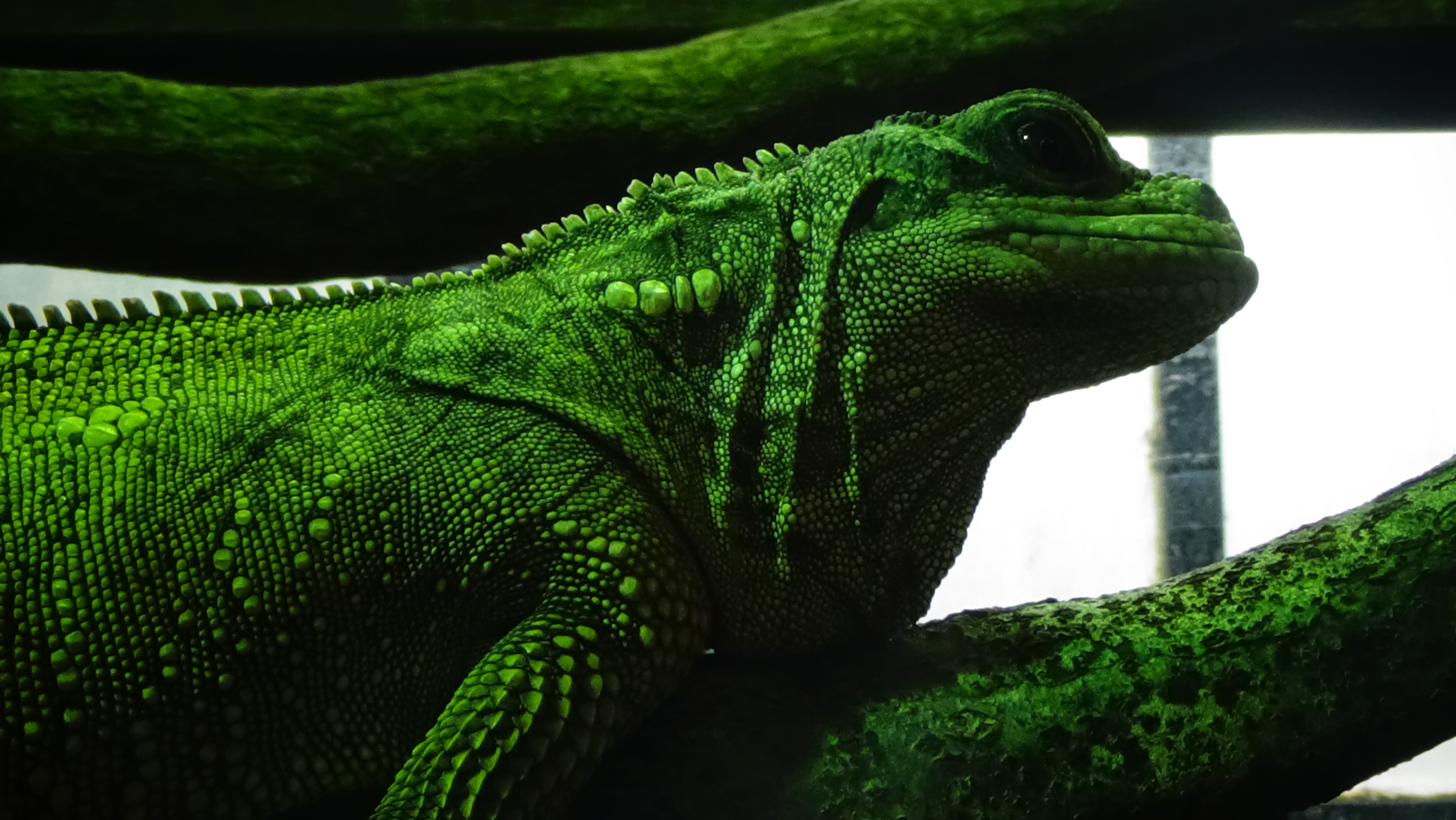
Hydrosaurus weberi - Ménagerie du jardin des plantes - Paris/France
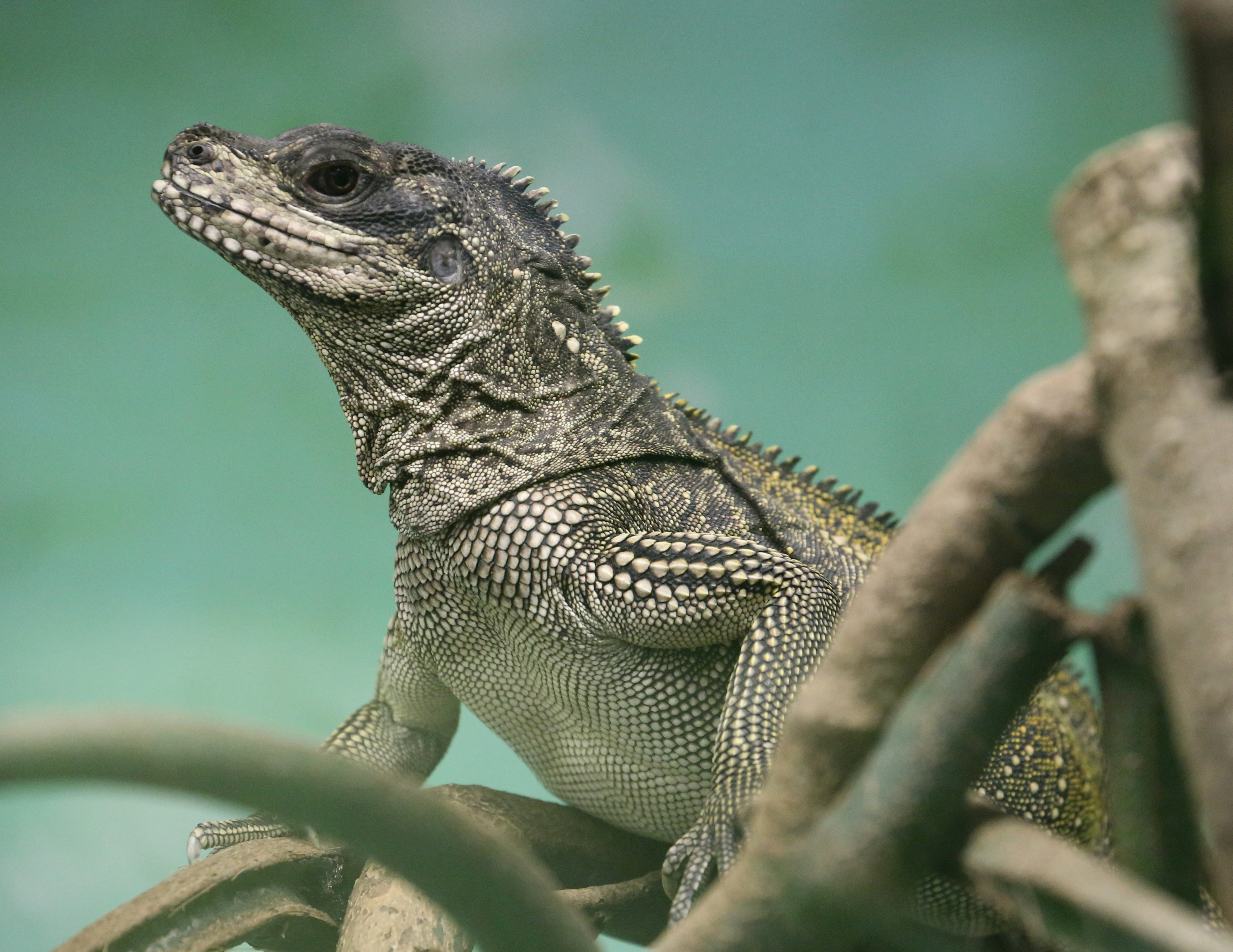
Zoo d'Augsbourg
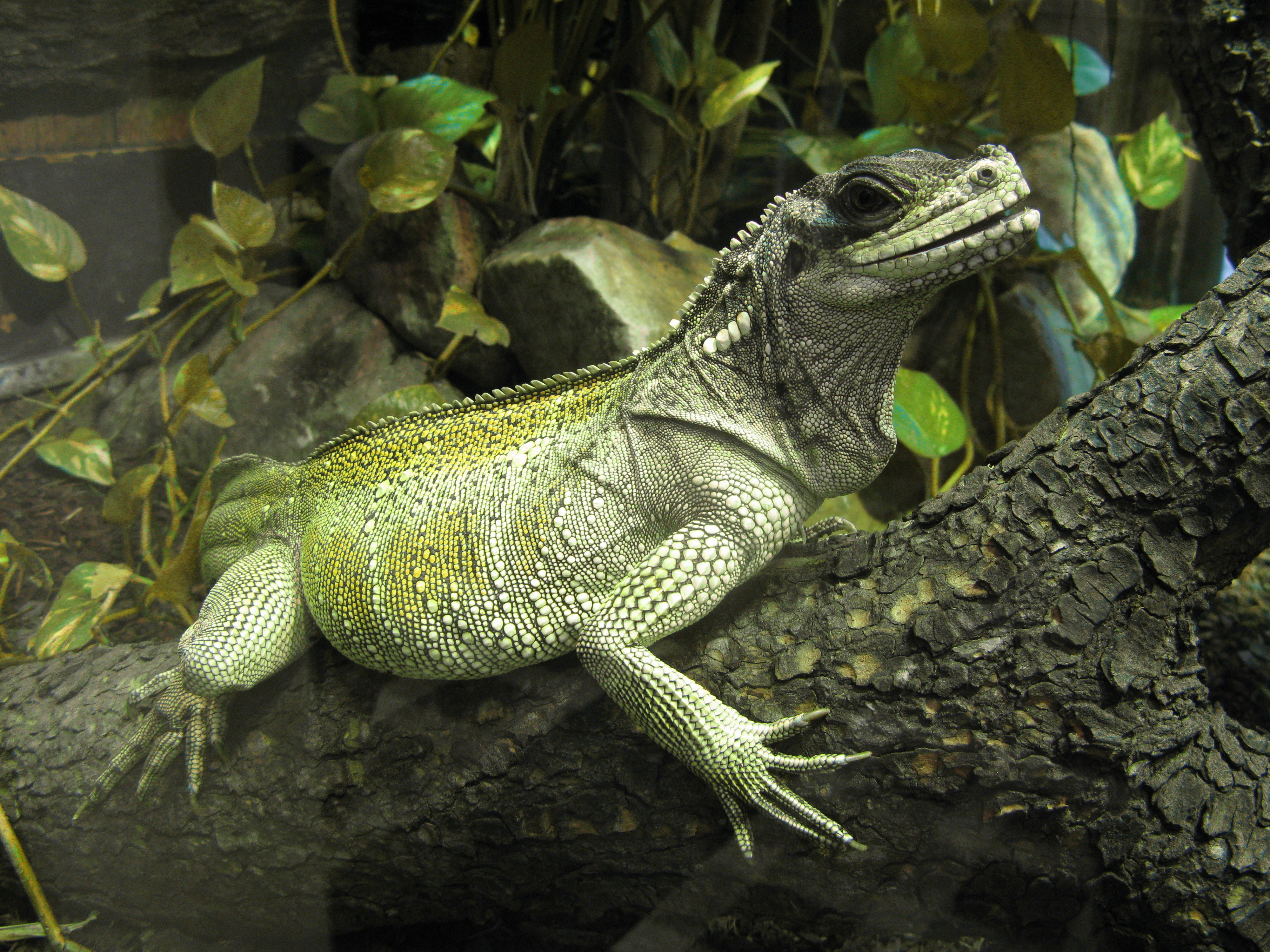
Paris
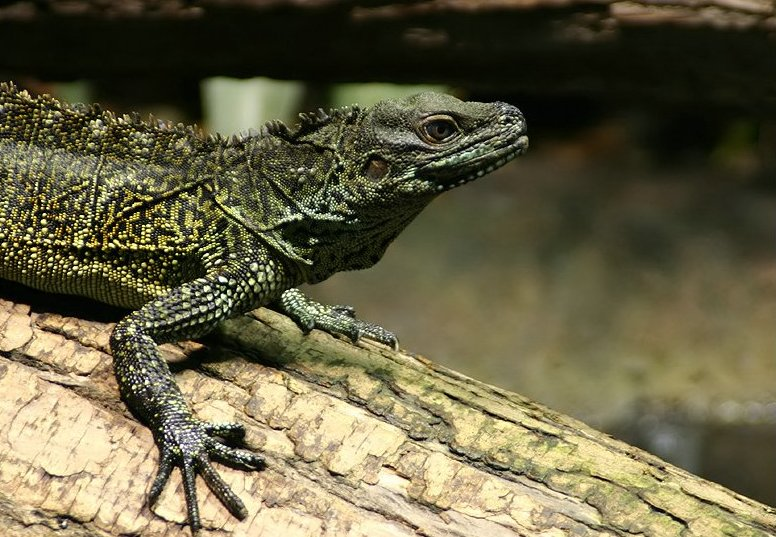

## Publication originale
- Barbour, 1911 : New lizards and a new toad from the Dutch East Indies, with notes on other species. Proceedings of the Biological Society Washington, vol. 24, p. 15-22 (texte intégral).